# Erlbach (Vogtland)
Pour les articles homonymes, voir Erlbach.
Erlbach est une ancienne commune de Saxe (Allemagne), située dans l'arrondissement du Vogtland, dans le district de Chemnitz qui fait partie de la ville de Markneukirchen depuis 2014.